# Chłopak z mokrą głową
Chłopak z mokrą głową − singel zespołu Lady Pank wydany w 2012 roku. Utwór promował album Symfonicznie – na trzydziestolecie grupy. Piosenka znalazła się na reedycji płyty, która została pozbawiona utworów muzyki klasycznej, a w zamian zawiera ten właśnie premierowy utwór.

## Twórcy
- muzyka − Jan Borysewicz
- tekst − Janusz Panasewicz
- wokal − Janusz Panasewicz
- gitara − Jan Borysewicz
- klawisze − Wojtek Olszak
- sekcja rytmiczna − Kuba Jabłoński i Krzysztof Kieliszkiewicz
- chórki − Janusz Panasewicz, Jan Borysewicz

## Notowania
| Lista                               | Pozycja |
| ----------------------------------- | ------- |
| Lista Przebojów Polskiego Radia PiK | 11      |
| Szczecińska Lista Przebojów         | 44      |

## Teledysk
Został zrealizowany w warszawskim klubie Radio Luxemburg. Reżyserem wideoklipu jest Roman Przylipiak. Premiera obrazu odbyła się 12 października 2012 r.